# L'Estafette (film)

L'Estafette est un film muet français réalisé par Louis Feuillade, sorti en 1907.

## Synopsis
En pleine retraite durant l'hiver 1812, Napoléon confie à une estafette, membre de sa Garde, un message que ce dernier doit impérativement porter à l'un de ses généraux resté à l'arrière.